# Sedliště (Hradec Králové)
Sedliště è un comune della Repubblica Ceca facente parte del distretto di Jičín, nella regione di Hradec Králové.